# کیسوکه اوتا (بازیکن فوتبال، زاده ۱۹۷۹)
کیسوکه اوتا (ژاپنی: 太田 恵介؛ زادهٔ ۲۴ آوریل ۱۹۷۹) یک بازیکن فوتبال اهل ژاپن است.
از باشگاه‌هایی که در آن بازی کرده‌است می‌توان به باشگاه فوتبال آویسپا فوکوئوکا، باشگاه فوتبال تسپاکوستاسو گونما و باشگاه فوتبال و-واران ناگاساکی اشاره کرد.